# تأسيس الأحكام شرح عمدة الأحكام
تأسيس الأحكام شرح عمدة الأحكام أحد كتب الفقة الإسلامي , ألفه أحمد بن يحيى النجمي (1346 هـ 1928 – 1429 هـ 2008) , وهو عبارة عن شرح لاحكام وأحاديث كتاب عمدة الأحكام لمؤلفه عبد الغني المقدسي ,  يقع الكتاب في خمسة مجلدات المجلد الأول عدد صفحاته 200 والثاني 351 صفحة والثالث 454 صفحة والرابع 312 صفحة والخامس 343 صفحة بأجمالي عدد الصفحات 1660 صفحة .
يقول أحمد بن يحيى النجمي في مقدمة كتابه:
| تأسيس الأحكام شرح عمدة الأحكام | وسميته تأسيس الأحكام على ما صح عن خير الأنام بشرح أحاديث عمدة الأحكام وكنت قد عرضت جزءاً وهو الأول مما كتبت على فضيلة الشيخ محمد ناصر الدين الألباني رحمه الله لطول باعه في الحديث وذلك في عام 1383هـ حينما كان فضيلته مدرساً بكلية الشريعة بالجامعة الإسلامية وقد تفضل الشيخ مشكوراً بتسجيل ملاحظاته المفيدة وقد أثبتها في الهامش في مواضعها من الكتاب وأشرت إليها باسمه | تأسيس الأحكام شرح عمدة الأحكام |